# ألفرد كوبر
ألفرد كوبر (2 سبتمبر 1893 في جنوب أفريقيا - 18 يوليو 1963 في جنوب أفريقيا) (بالإنجليزية: Alfred Cooper)‏ هو لاعب كريكت جنوب أفريقي. شارك مع منتخب جنوب أفريقيا الوطني للكريكت. أما مع النوادي، فقد لعب مع Gauteng (cricket team) ‏.

## وصلات خارجية
- ألفرد كوبر على موقع إي آس بي آن كريك إنفو (الإنجليزية)